# أبو عبد الله محمد الخامس
أبو عبد الله محمد الخامس (1338 - 1391) هو أبو عبد الله محمد الغني بالله بن يوسف بن إسماعيل بن فرج بن إسماعيل بن يوسف. من بني نصر أو بني الأحمر المنحدرة من قبيلة الخزرج القحطانية، حكم مملكة غرناطة فترتين بين عامي (1354 - 1359) و(1362 - 1391).

## أعماله

### بيمارستان غرناطة
أنشأ بيمارستان غرناطة عام 1365م في عهد السلطان محمد الخامس النصري، حاكم مملكة غرناطة، ليكون واحدًا من أقدم المستشفيات في أوروبا والعالم الإسلامي. كان هذا البيمارستان من المؤسسات الطبية المتطورة التي قدمت خدمات علاجية وتعليمية، حيث تم تصميمه ليخدم جميع فئات المجتمع، بغض النظر عن الخلفية الاجتماعية أو الدينية. يعتبر بيمارستان غرناطة آخر المستشفيات الإسلامية في الأندلس، وشكّل نموذجًا لمفهوم الرعاية الصحية المتقدمة في العصور الوسطى. كان بمثابة جسر لنقل المعرفة الطبية الإسلامية إلى أوروبا، حيث ساهم في تطور المستشفيات الأوروبية الحديثة، سواء من حيث الهندسة المعمارية أو طرق العلاج.

## وفاته
توفي محمد الخامس عام 1391.